# Давід Рамірес (футболіст, 1993)
Давід Рамірес (ісп. David Ramírez, нар. 28 травня 1993, Сан-Хосе) — костариканський футболіст, нападник клубу «Сапрісса» та національної збірної Коста-Рики.

## Клубна кар'єра
У дорослому футболі дебютував 2013 року виступами за команду «Сапрісса», з якою ставав чемпіоном та володарем Кубка країни.
На початку 2015 року перейшов у французький «Евіан», де виступав з співітчизником Єльцином Техедою. Відіграв за команду з Гаяра лише шість матчів, а його клуб вилетів з Ліги 1.

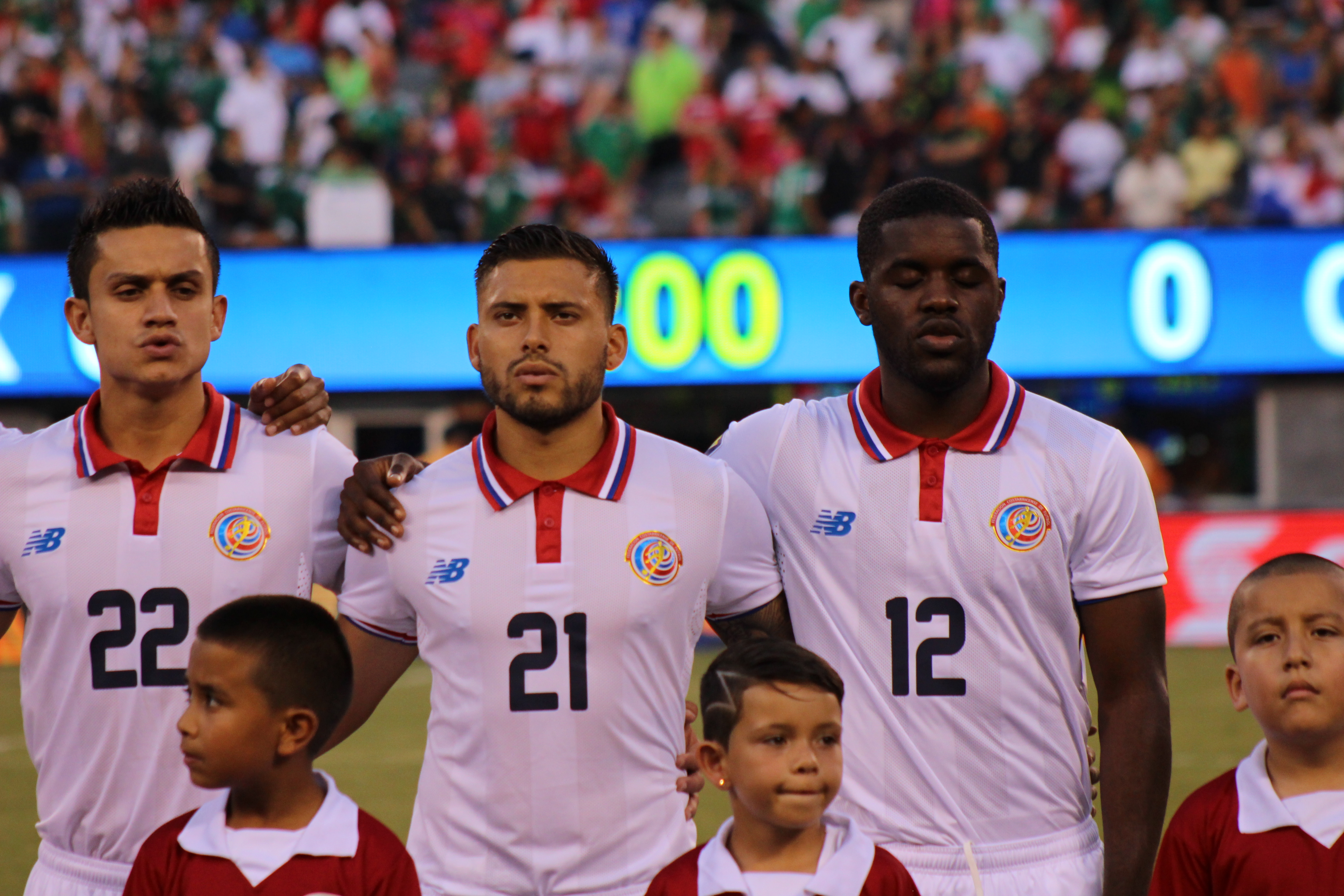
Давід Рамірес (в центрі) на матчі Золотого кубка КОНКАКАФ 2015 року.

У сезоні 2015/16 знову грав за «Сапріссу», після чого знову відправився до Європи і наступний сезон провів в на правах оренди в португальському «Морейренсе», відігравши за сезон за клуб з Морейра-де-Конегуш 21 матч в національному чемпіонаті і забив 2 голи і допоміг команді виграти Кубок португальської ліги.

## Виступи за збірні
Протягом 2010—2015 років залучався до складу молодіжної збірної Коста-Рики. На молодіжному рівні зіграв у 17 офіційних матчах, забив 10 голів.
3 вересня 2014 року дебютував в офіційних матчах у складі національної збірної Коста-Рики в матчі Центральноамериканського кубка проти Нікарагуа (3:0). В підсумку костариканці виграли той турнір, а Давід зіграв на ньому три матчі, в тому числі і фінал з Гватемалою (2:1).
У складі збірної був учасником розіграшу Золотого кубка КОНКАКАФ 2015 року у США та Канаді, розіграшу Золотого кубка КОНКАКАФ 2017 року у США.
Наразі провів у формі головної команди країни 15 матчів, забивши 4 голи.

## Титули і досягнення
- Срібний призер Центральноамериканських ігор: 2013
- Чемпіон Коста-Рики (1): 2013/14, 2015/16
- Володар Кубка Коста-Рики (1): 2013
- Володар Кубка португальської ліги (1): 2016/17